# UTAMARO
村瀬 広樹（むらせ ひろき、1987年12月16日 - ）は、日本のプロレスラー。岐阜県本巣市出身。旧リングネームはUTAMARO（うたまろ）。

## 経歴
アニマル浜口レスリング道場出身。アニマル浜口門下の先輩TAJIRI率いるWNCの練習生となった。
2013年1月25日、デビューした。WNC新宿FACE大会で洞口義浩相手に公開プロテストに挑み、アームロックで亜脱臼に追い込み、洞口の代役として直後の第1試合出場し、ジョシュ・オブライエンに勝利した。2月16日、WNC FUTUREで洞口との初シングルをラリアットで制する。2月28日、新宿大会で篠瀬三十七と組み、土肥孝司&高橋匡哉組と対戦するが、高橋のジャーマンスープレックスホールドで惨敗。3月31日、新宿大会昼の部で高橋と初シングルもジャーマンスープレックスホールドで敗れる。
11月29日、新宿大会でWNC退団を表明。2014年1月11日、北千住シアター1010における「篠瀬三十七興行〜感謝〜」にてWNCラストマッチとして、篠瀬三十七と組み、AKIRA&児玉裕輔と対戦するが、AKIRAのムササビプレスからの片エビ固めで敗れる。
3月13日、練習生として参加しているWRESTLE-1で、稲葉大樹と対戦。1戦目は敗北。2戦目は勝利。7月1日付でWRESTLE-1所属選手となり、それ以降はベテランの船木誠勝や高山善廣らとシングルを経験。2017年3月31日をもってWRESTLE-1を退団。リングネームをUTAMAROに変更。
2018年7月にイギリスに行き、同年8月イギリスにある小規模プロレス団体オールスタースーパースラムレスリングのヘビー級王座を奪取。8月に日本に帰国。同月TAJIRIと対戦。2019年1月、メキシコに活動拠点を移す。
2019年2月に、日本に帰国。その後、全日本プロレスに参戦。10月9日、全日本プロレス後楽園ホール大会において、同郷の先輩でもあるヨシタツが保持するGAORA TV チャンピオンシップに挑戦するも敗北。。
2023年7月27日、戦友の篠瀬三十七が主催する飛鳥プロレスにて「デビュー10周年記念試合」を敢行、自らは本名で出場し篠瀬との「シノムラ」タッグを再結成した。試合後、「村瀬広樹」で再出発することを発表した。

## 得意技
ムーンサルトプレス
チェックメイト（回転式ラリアット）
UTAMAROの雫
DDT
ダイヤモンド・カッター
エルボー
逆水平チョップ
ドロップキック
ラリアット
ミサイルドロップキック

## 入場テーマ曲
- 百花繚乱